# Região vitivinícola
Uma Região vitivinícola é reconhecida por sua capacidade de produção de uvas e vinhos. Estas regiões podem ou não ser reconhecidas por lei, muitas vezes tendo seus próprios estatutos.

## Portugal
Em Portugal há também as designações oficiais de cada tipo de vinho de qualidade (VQPRD):
- VEQPRD - Vinho Espumante de Qualidade Produzido em Região Determinada
- VFQPRD - Vinho Frisante de Qualidade Produzido em Região Determinada
- VLQPRD - Vinho Licoroso de Qualidade Produzido em Região Determinada

Estes vinhos podem ser divididos entre os DOC e os IPR.
As regiões em Portugal para estes vinhos são:
- Arrábida (IPR)
- Alcobaça (IPR)
- Almeirim (IPR)
- Região do Vinho Verde (DOC)
- Bairrada (DOC)
- Borba (DOC)
- Castelo Rodrigo (IPR)
- Chaves (IPR)
- Dão (DOC)
- Douro (DOC)
- Évora (IPR)
- Lafões (IPR)
- Lagoa (Algarve) - Decreto-Lei nº 299/90 (DOC)
- Lagos - Decreto-Lei nº 299/90 (DOC)
- Óbidos (IPR)
- Palmela (IPR)
- Pinhel (IPR)
- Planalto Mirandês (IPR)
- Portalegre (DOC)
- Portimão - Decreto-Lei nº 299/90 (DOC)
- Redondo (DOC)
- Reguengos (DOC)
- Santarém (IPR)
- Tavira Decreto-Lei nº 299/90 (DOC)
- Tomar (IPR)
- Valpaços (IPR)
- Varosa (IPR)
- Vinho do Porto
- Vidigueiras (DOC)

Além destas há as regiões dos vinhos regionais:
- Minho
- Trás-os-Montes

Os vinhos que não são VQPRD e os Vinhos Regionais são considerados vinhos de mesa, que não têm demarcação geográfica.
Há também os vinhos de outras regiões em Portugal:
- Açores
- Alentejo
- Algarve
- Beiras
- Estremadura
- Madeira
- Ribatejo
- Setúbal

## Chile
No Chile:
- Atacama
- Aconcágua
- Coquimbo
- Região Central
- Região Sul cada uma destas é dividida em sub-regiões.

## Hungria
Na Hungria há atualmente 22 regiões:
- Ászár-Neszmélyi
- Badacsonyi
- Balatonfured-Csopaki
- Balatonmelléki
- Bukkaljai
- Csongrád
- Dél-Balatoni
- Egri
- Etyek-Budai
- Hajós-Bajai
- Kunsági
- Mátraaljai
- Mecsekaljai
- Móri
- Pannonhalma-Sok
- Somló
- Sopron
- Szekszárdi
- Tokaj-Hegyalja
- Villány-Siklós
- Tolnai.
- Zalai

## Brasil
No Brasil há apenas uma região produtora de vinhos com denominação de origem:
- Vale dos Vinhedos - na região Serra Gaúcha.

Entretanto diversas regiões produzem vinhos de qualidade reconhecida internacionalmente:
- Serra Gaúcha - é a região vitivinícola mais tradicional do Brasil;
- Fronteira sul - junto a fronteira com o Uruguai;
- Vale do São Francisco